# Jean Grenier

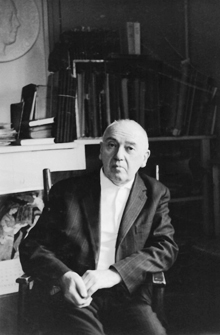
Jean Grenier (1964)

Jean Grenier (* 6. Februar 1898 in Paris; † 5. März 1971 in Dreux-Venouillet, Département Eure-et-Loir) war ein französischer Schriftsteller, Philosoph und Kunstkritiker. Dem sozialen Engagement – wie es etwa sein Schüler Albert Camus vertrat – zog er die Kontemplation vor. In Deutschland ist er trotz der Veröffentlichung seines Prosabandes Die Inseln durch den Suhrkamp Verlag (1985) weitgehend unbekannt.

## Leben
Aufgewachsen in der bretonischen Stadt Saint-Brieuc, schloss Grenier sein Philosophiestudium 1922 in Paris ab. Zu seinen Freunden zählten Louis Guilloux (ein Landsmann), Henri Bosco, Edmond Lambert, Max Jacob und bald auch Jean Paulhan, für dessen Zeitschrift Nouvelle Revue Française Grenier noch im Alter schreiben wird. Diese Jugendzeit spiegelte sich 1927 in Les grèves wider, das neben erzählerischen Fragmenten diverse Betrachtungen und Porträts enthält. Für Kindlers Neues Literaturlexikon ist es Greniers anspruchsvollstes Werk.

### Abkehr
Bei einem längeren Lehraufenthalt in Algier (1930–1938) wurde der Philosophielehrer auf seinen Schüler Albert Camus aufmerksam, mit dem ihn trotz unterschiedlicher Lebenshaltungen bis zu dessen Unfalltod im Jahr 1960 Freundschaft verbinden wird. Camus schrieb zu Greniers Inseln (1933) ein begeistertes Vorwort. Nach Camus' Aussagen begann er unter dem Einfluss dieses Buches mit dem eigenen Schreiben. Während sich der Schüler jedoch auf revolutionären Kurs begab, bevorzugte Grenier zeitlebens Selbstbesinnung und Erdulden im Geiste des Taoismus und damit eher eine Abkehr vom historischen Getriebe. Diese „Programmatik“ findet sich konzentriert in Greniers Essai sur l’esprit d’orthodoxie von 1938. Sie leuchtet auch aus seinem Buch Sous l’occupation mit Beobachtungen und Porträts aus der Besatzungszeit hervor, das 1997 posthum erschien. Er glaube nicht an die Wirksamkeit aktiven Widerstands, ist darin gleich eingangs zu lesen.
In Camus’ Zeitung Combat bestritt Grenier eine Kolumne über Kunst und Literatur. Er interessierte sich besonders für die zeitgenössische (ungegenständliche) Malerei, was sich auch in mehreren Büchern niederschlug. Eine kunstgeschichtliche Summe zog er 1970 in L’art et ses problèmes. Eine weitere Kolumne hatte er in Jean Daniels L’Express. Nach Lehraufträgen an Universitäten in Alexandria, Kairo und Lille wurde Grenier 1962 an die Pariser Sorbonne berufen, wo er bis 1968 den Lehrstuhl für Ästhetik innehatte. In diesem Jahr erhielt er den Grand Prix national des Lettres. Seit 1964 war er zudem beratend für den Verlag Gallimard tätig. Zu seinen Freunden zählten nun auch Camus’ Witwe Francine und die beiden Schriftsteller André Malraux und Manès Sperber. Seinen Lebensabend verbrachte Grenier unweit von Paris in Bourg-la-Reine.

### Am Rande
Grenier entwickelte kein philosophisches System. Brüchiger Untergrund seines Beobachtens und Nachdenkens war „seine Erfahrung des Bedrohtseins jeder Existenz, seine Witterung für das allenthalben lauernde Nichts, seine Empfindung, nur am Rande und nur im Abstand zugelassen zu sein“, wie es in Kindlers Neuem Literaturlexikon heißt – eben nur auf Inseln. Er suche nicht zu überreden, zu verführen; er bitte um Aufmerksamkeit für das Geringe, für das Außerordentliche im Allergeringsten, beispielsweise dem Tod eines Hundes (tagebuchartige Aufzeichnungen, 1957 erschienen).

## Werke (Auswahl)
- Les iles, Paris 1933, deutsch Die Inseln, Frankfurt/Main 1985, Die Inseln und andere Texte, Freiburg/München 2015
- La philosophie de Jules Lesquier, Vrin, 1936
- Essai sur l'esprit d'orthodoxie, Paris 1938
- Inspirations méditerranéennes, 1940
- Le Choix, Presses Universitaires de France, 1941
- Entretien sur le bon usage de la liberté, Paris 1948
- L'esprit de la peinture contemporaine, suivi de quelques études sur Braque, Chagall, Lhote, Lausanne 1951
- A propos de l'humain, Paris 1955
- Les Greves, Paris 1957
- L'existence malheureuse, Paris 1957
- Sur la mort d'un chien, Paris 1957
- L'esprit du Tao, Flammarion, 1957
- Essais sur la peinture contemporaine, Paris 1959
- Albert Camus, souvenirs, Paris 1968
- L'art et ses problèmes, Éditions Rencontres, 1970

Postum veröffentlicht
- Carnets, Tagebücher/Notizen 1944–1971, Paris 1994
- Über Indien, Berlin 1995
- Sous l'occupation, Hrsg. Claire Paulhan, 1997

Briefwechsel
- Correspondance (1950-1977). Jean Grenier, Georges Perros. Calligrammes, 1980.
- Correspondance (1932-1960). Albert Camus, Jean Grenier. Paris: Gallimard, 1981.